# 桑乾県 (山西省)
桑乾県（そうかん-けん）は中華人民共和国山西省にかつて存在した県。現在の朔州市山陰県東部に相当する。
南北朝時代、北魏により設置され、孝昌年間に廃止された。